# Makahs
Ne doit pas être confondu avec Maka (peuple).

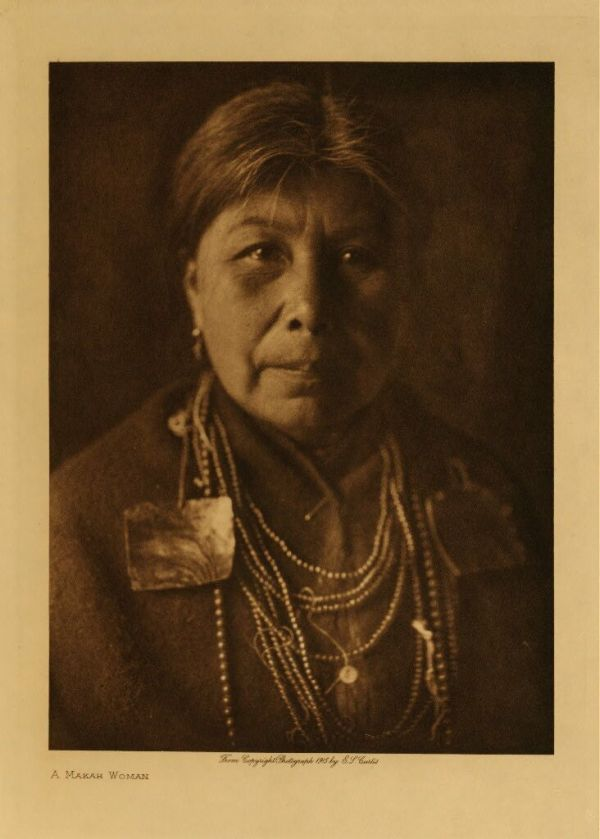
Femme makah.

Les Makahs sont un peuple amérindien du Nord-Ouest Pacifique. Leur territoire est maintenant partie du nord-ouest des États-Unis et plus particulièrement dans l’État de Washington. Ils vivent à proximité de la ville de Neah Bay, le long du détroit de Juan de Fuca non loin de l'océan Pacifique. La tribu dispose d’une réserve amérindienne au nord-ouest de la péninsule Olympique.
Dans leur langue, ils se nomment Kwih-dich-chuh-ahtx ce qui signifie littéralement « Peuple qui vit avec les rochers et les mouettes ».

## Histoire

### Avant l’arrivée des colons européens
Des recherches archéologiques suggèrent que la tribu habite cette région depuis environ 3 800 ans. Ils y vivaient dans des maisons longues construites à base de Thuya géant de Californie. De cet arbre, il faisait également des paniers, des canoës pour chasser le phoque et la baleine. Ils se nourrissaient essentiellement de produits de la mer tels que des coquillages et des poissons mais ne rechignaient pas la chasse de cerfs en forêt.

### Site du lac Ozette
Au début du XVIIIe siècle, un glissement de terrain recouvre une partie du village près du lac Ozette. Cette catastrophe permet de conserver de nombreux vestiges amérindiens jusqu’aux années 1970 lorsque des recherches archéologiques sont menées dans la région. 55 000 objets y sont retrouvés et expliquent ainsi la vie des anciens membres de la tribu. On a ainsi retrouvé leurs outils de pêche, leurs armes et leurs jouets ce qui a permis de mieux comprendre leur style de vie de l’époque. Un musée expose de nombreux objets depuis 1979.

## Traité de Neah Bay
Le 31 janvier 1855, le gouvernement américain signe un traité de paix avec la tribu. Ce traité ne laisse qu’une petite réserve à la tribu et permet à celle-ci de continuer à pratiquer la pêche à la baleine,.

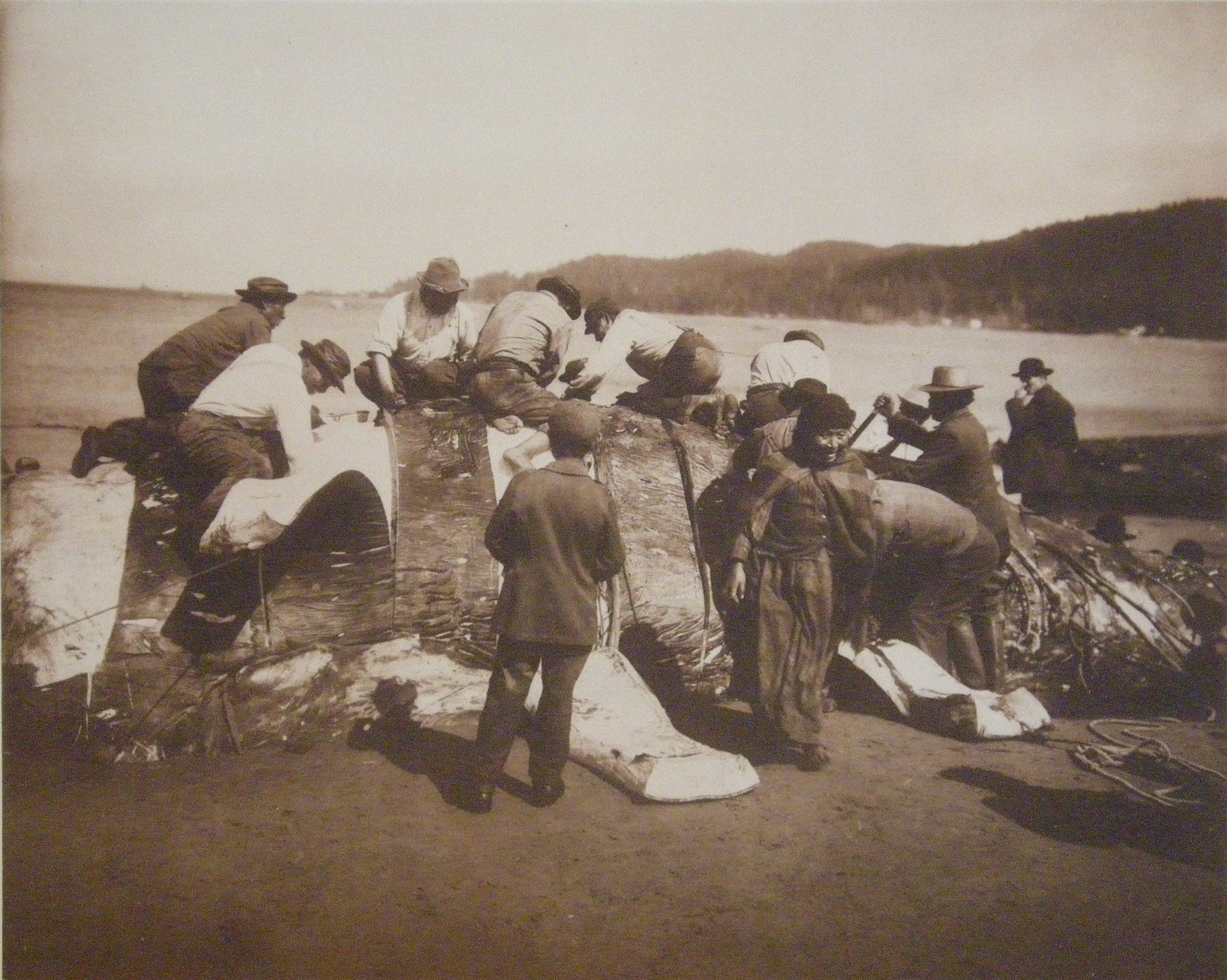
Membres de la tribu découpant une baleine vers 1910.

La tradition de la pêche à la baleine est très ancienne dans la tribu. Durant les années 1920, à la suite de la diminution importante des baleines, la pêche est arrêtée. Vu que le stock de baleines grises a augmenté par la suite, ils furent autorisés à repêcher une première baleine le 17 mai 1999. Ils ont ainsi le droit de pêcher une baleine par an. Pour ce faire, ils utilisent des canoës en bois (6 à 9 personnes). Ils utilisent un harpon d’environ 5 mètres de long, alors que dans le passé, ils utilisaient de petits harpons pour achever la baleine, ce qui pouvait durer des heures. La baleine est ensuite tirée jusqu’à la plage où elle est découpée après une cérémonie traditionnelle. La baleine est ensuite partagée entre les membres de la tribu.
Selon le recensement de 1999, la tribu regroupe 1 214 membres dont 1 079 au sein de la réserve qui connait un taux de chômage de 51 %. Ils vivent en général des revenus issus de la pêche (saumon par exemple).